# Kushtia (zila)
Kushtia (en bengalí: bengalí) es un zila o distrito de Bangladés que forma parte de la división de division.
Comprende 6 upazilas en una superficie territorial de 1.601 km² : Bheramara , Daulatpur, Kushtia, Khoksa, Kumarkhali, Kushtia, y Mirpur.
La capital es la ciudad de Kushtia.

## Upazilas con población en marzo de 2011[2]
- Bheramara 200,084
- Daulatpur 456,372
- Khoksa 129,555
- Kumarkhali 328,457
- Kushtia Sadar 502,255
- Mirpur 330,115

## Demografía
Según estimación de 2010 contaba con una población total de 2.027.086 habitantes.